# Баллиулстер
Баллиулстер (англ. Ballyoulster; ирл. ??) — деревня в Ирландии, находится в графстве Килдэр (провинция Ленстер).

## Демография
Население — 895 человек (по переписи 2006 года). В 2002 году население составляло 411 человек.
Данные переписи 2006 года:
| Общие демографические показатели |               |                               |                               |      |      |
| Всё население                    | Всё население | Изменения населения 2002—2006 | Изменения населения 2002—2006 | 2006 | 2006 |
| 2002                             | 2006          | чел.                          | %                             | муж. | жен. |
| 411                              | 895           | 484                           | 117,8                         | 464  | 431  |